# Erstes Wiener Lesetheater und Zweites Stegreiftheater

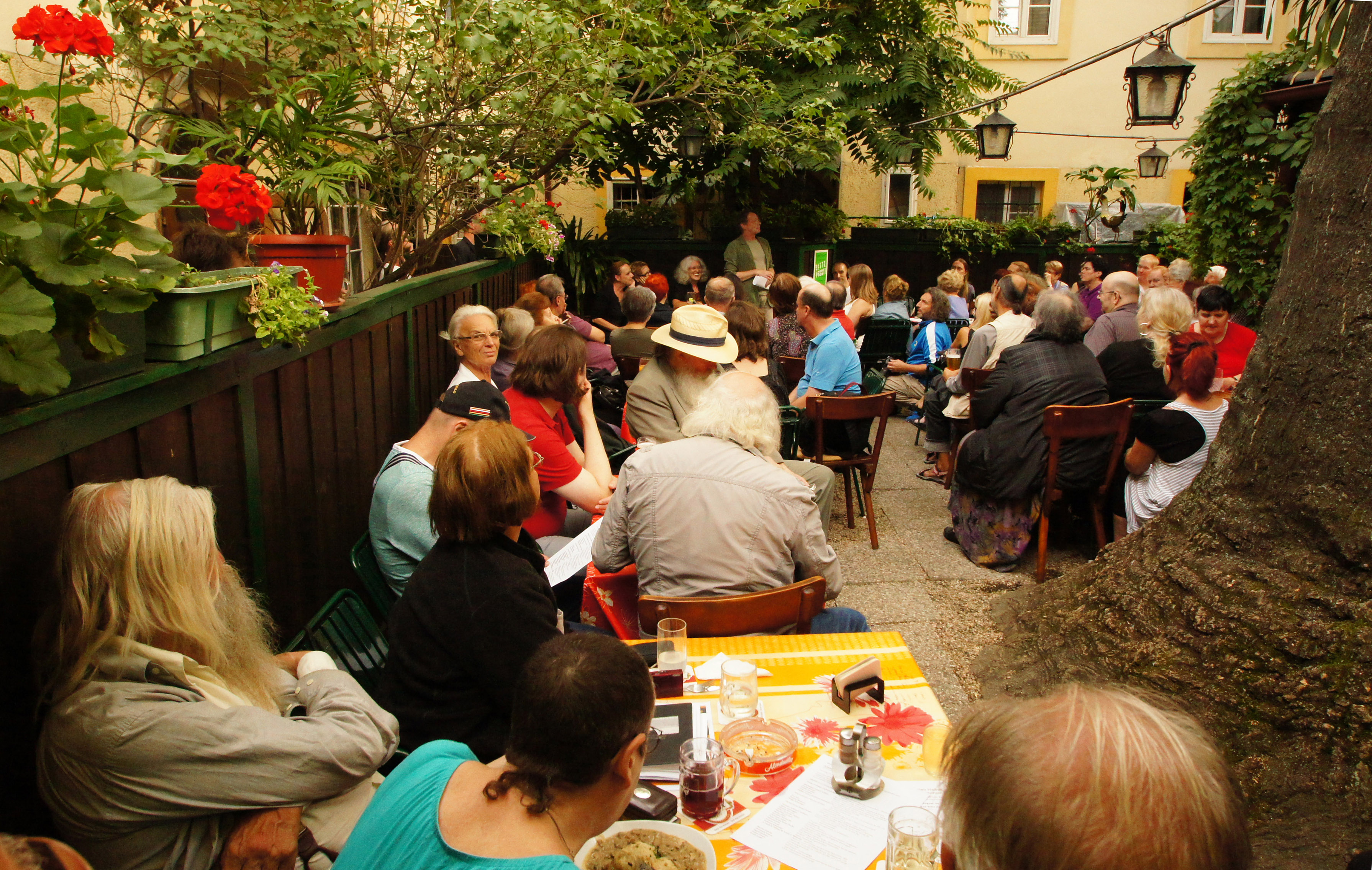
Lesung anlässlich des 74. Geburtstags von Rolf Schwendter, 2013 im „Sittl“

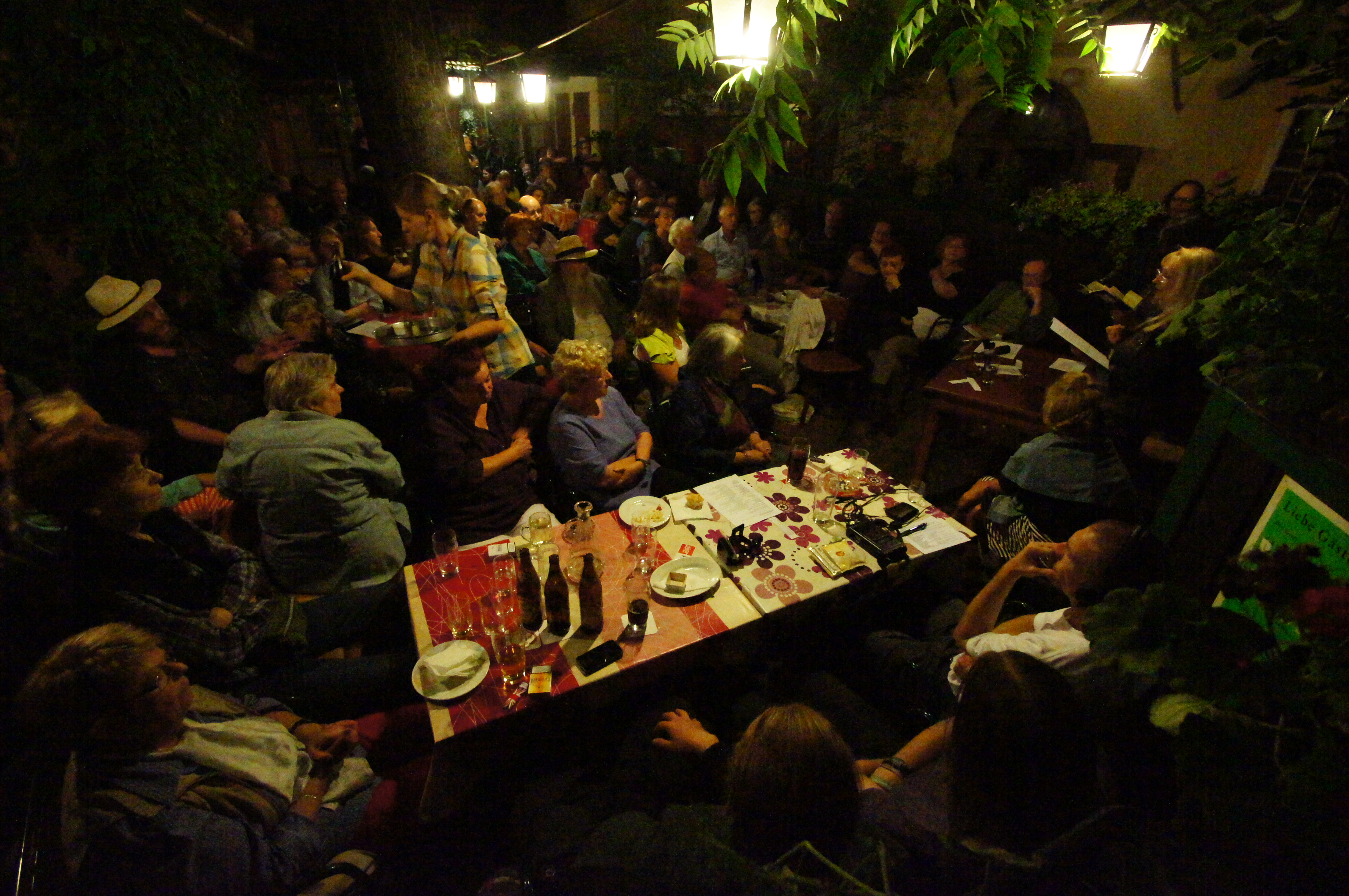
Ebendort

Das Erste Wiener Lesetheater und Zweite Stegreiftheater (abgekürzt 1.WrLT) ist ein Verein, der sich die Aufgabe gestellt hat, vor allem vergessene, nicht oder selten aufgeführte Literatur zu präsentieren. Es verfügt über keinen fixen Leseort, sondern versucht durch wechselnde Aufführungsorte bei freiem Eintritt einen niederschwelligen Zugang zu Literatur zu ermöglichen. Es hat kein festes Ensemble, sondern ist offen für die Mitwirkung möglichst vieler literaturinteressierter Menschen. Der Begriff ist abzugrenzen von den Lesebühnen, in deren Rahmen eine feste Gruppe von Autoren neue eigene Texte vorträgt.

## Begriffsdefinition
Der Begriff „Lesetheater“ findet sich nicht in germanistischen oder theaterwissenschaftlichen Nachschlagewerken. Unter Lesetheater wird, weitgefasst, der Vortrag dramatischer und anderer Texte vor Publikum verstanden. Dabei ist der Übergang von der Lesung zur szenischen Lesung und dramatischen Darstellung fließend. Das Lesetheater konzentriert die Zuhörenden auf das Wort und verzichtet in der Regel auf Kulisse, Requisite und Kostüm. In manchen Leseaufführungen (Rolf Schwendter) wird Musik eingesetzt. Lesetheater versteht sich als Vortrag von Texten verschiedener Art. Nicht nur Theaterstücke werden gelesen, sondern auch Lyrik, Prosa, Hörspiele, Briefe, Collagen, Texte zu Themenschwerpunkten wie Frieden, zum internationalen Bloomsday oder zu literarischen sowie politischen Jahrestagen.

## Geschichte
Das Erste Wiener Lesetheater und Zweite Stegreiftheater geht auf eine Idee von Brigitte Gutenbrunner zurück und wurde 1990 von Manfred Chobot, Brigitte Gutenbrunner, Evelyn Holloway, Ottwald John, Hansjörg Liebscher, Günther Nenning und Rolf Schwendter gegründet.

### Vorläufer
Direkte Vorläufer sind die „Informelle Gruppe Wien“ (1959–1971) sowie das „Offene Wohnzimmer Kassel“ (seit 1982). Rolf Schwendter schreibt in seiner Monographie „Lesetheater“:

„Eine mühsame Tätigkeit, strukturell der Goldwäscherei vergleichbar, aus tausenden Seiten Theatergeschichte einige Sätze (oder auch Goldkörner) herauszufinden, die sich, und sei es noch so sehr am Rande, mit Lesetheater beschäftigen, oder doch mindestens mit einigen Aspekten der Vorbedingungen oder Nachbarschaften zu dieser.“

Schwendter hält es für wahrscheinlich, dass die ersten Leseaufführungen schon in der Antike im Umfeld des Philosophen Seneca stattgefunden haben. Weiteres wären Lesungen von klassischen Stücken in den Schulen und Klöstern des Mittelalters zu nennen. Viele Stücke waren als Lesedramen konzipiert. Im modernen Sinne sind die Lesungen in den Literarischen Salons des Wiener Biedermeier zu nennen, bei denen ein Zusammenwirken von Berufsschauspielern und Laien gegeben war – wie dies auch beim Ersten Wiener Lesetheater der Fall ist. Häufig dienten szenische Lesungen auch der Voraufführung von Stücken im kleinen Kreis oder der Umgehung der Zensur in der Ära Metternich. Auch im Umkreis des Dadaismus kam es zu Leseaufführungen. Als Vorläufer können außerdem die Rezitationsabende von Karl Kraus gelten, der in 700 Vorlesungen ganze Stücke von Shakespeare, Johann Nestroy, Ferdinand Raimund und Jacques Offenbach las, sowie die Leseabende von Helmut Qualtinger, der in Stücken von Nestroy und Die letzten Tage der Menschheit von Kraus ebenfalls alle Rollen las. Szenische Lesungen durch Berufsschauspieler finden häufig statt. Stellvertretend seien Nicole Haase und Bernd Kebelmann genannt. Seit Anfang der 1990er-Jahre haben sich in mehreren deutschen Städten wie Bremen und Hamburg Lesetheater etabliert, die jedoch nicht die Regelmäßigkeit und Häufigkeit von Leseaufführungen des Ersten Wiener Lesetheaters aufweisen. Weiters existiert Lesetheater im universitären Kontext und vermehrt als Leseaktivität im schulischen Bereich, zum Beispiel die Arbeit von Irene Brückler oder das „Erste Berliner Lesetheater für Kinder“.

## Organisationsstruktur
Die laufenden organisatorischen Belange des 1.WrLT werden vom „Dreiergremium“ (Vereinsvorstand) besorgt, das derzeit (Stand April 2025) aus Jakub Kavin, Susanna C. Schwarz-Aschner und Gabriele Stöger besteht. Der „Beirat“ besteht aus Personen, die mindestens zwei Leseabende „verantwortet“ (organisiert) oder mehr als 20-mal mitgelesen haben; eine weitere Bedingung ist die aktive Mitwirkung am Vereinsleben (z. B. Teilnahme an den monatlichen Programmaussendungen, Beiratssitzungen ...). Aufgabe des Beirats ist es vor allem, eine Auswahl aus den von den Mitgliedern jährlich zur Subventionierung eingereichten Stücken zu treffen (s. u.). Zweimal jährlich findet eine Beiratssitzung statt, bei der u. a. die Tagesordnungspunkte für die Generalversammlung vorbereitet werden.
Das Erste Wiener Lesetheater setzt auf aktive Teilnahme und größtmögliche Dezentralisierung der Aufgaben und verzichtet völlig auf das Intendanzprinzip. Jeder Abend wird von einem Verantwortlichen organisiert, der die Textauswahl vornimmt, die Besetzung festlegt, den Leseort auswählt, den Abend vor Ort betreut und allfällige Honorare auszahlt sowie Spenden abrechnet. Das Programm entsteht durch Vorschläge von Aktivisten. Jeder kann literarische Werke oder Themenabende vorschlagen. Die Vorschläge werden gesammelt und einmal jährlich dem Beirat zur Abstimmung und Reihung vorgelegt. Die Projekte mit der höchsten Akzeptanz werden subventioniert, wobei alle Mitwirkenden denselben Betrag erhalten. Darüber hinaus können Projekte jederzeit unentgeltlich durchgeführt und in der monatlichen Programmaussendung „Lesetheater LeseZeichen“ angekündigt werden.
Innerhalb des Ersten Wiener Lesetheaters gibt es zwei Tendenzen: „spontane Leseaufführungen“ ohne Proben, bei denen die Mitwirkenden im Extremfall erst am Abend der Lesung zusammentreffen; andererseits „Probengruppen“, die sich bereits vor der Aufführung gemeinsam mit dem Text beschäftigen. Üblicherweise findet eine Leseaufführung einmal statt, unter gewissen Bedingungen sind auch Wiederholungen möglich. Das 1.WrLT arbeitet mit etlichen österreichischen Kultureinrichtungen zusammen, beispielsweise Literaturhäuser, Institut Français, Grazer Autorinnen Autorenversammlung, Österreichische Gesellschaft für Literatur, Theodor Kramer Gesellschaft, Collegium Hungaricum oder Tschechisches Zentrum.

## Programm
Durch die Vielfältigkeit der Interessen derer, welche Lesungen vorschlagen (Verantwortliche) ist das Programm des Ersten Wiener Lesetheaters breit gefächert. Es umfasst die Lesung von in Wien nicht oder selten gespielten (Theater-)Texten bekannter und unbekannter wie auch junger Autoren. Im Rahmen des 1.WrLT veranstaltete Projekte dürfen ein Jahr (eine Saison) in Wiener Theatern nicht zur Aufführung gelangt sein. Ein besonderer Schwerpunkt liegt dabei auf antifaschistischer und Exilliteratur. Am öftesten gelesen wurden Texte von Bert Brecht, Johann Nepomuk Nestroy, Theodor Kramer, Helmut Qualtinger, Joe Berger und H.C. Artmann. Ein weiterer Schwerpunkt ist die Literatur von und über Frauen, es gibt innerhalb des 1.WrLT eine Frauengruppe (Frauen lesen Frauen). Literarische Collagen zu aktuellen und politischen Themen sind ebenfalls fixer Bestandteil des Programms. Darüber hinaus ist das 1.WrLT eine von wenigen Wiener Institutionen, in denen zeitgenössische kritische Dialektliteratur vor Publikum präsentiert wird.
An die Zeit der Literarischen Salons erinnerten die bis 2019 zweimal im Jahr stattfindenden Wohnungslesungen bei Familie Eichler. Jährlich wiederkehrende Lesungen waren bis 2013 der „Osterspaziergang“ entlang literarischer Stationen eines jeweils anderen Wiener Bezirks oder bis 2010 das „Gartenlesefest“ im Sommer. Ein Fixum des Jahresprogramms ist die Jahresabschlusslesung im Dezember, seit 2007 findet der „Chansonabend“ statt, bei dem die Mitglieder ihr musikalisches Talent zeigen können, seit 2009 feiert das 1.WrLT den „Wiener Katzenfasching“, seit 2010 gibt es den „Schlagerabend – Schlagertexte gelesen und zum Mitsingen“. Sogenannte „Socials“ hingegen sind soziale Ereignisse, zu denen die Lesetheater-Mitglieder zusammentreffen, ohne eine Leseaufführung abzuhalten. In erster Linie ist hier die gemeinsame monatliche Programmaussendung zu nennen, außerdem gab es seit der drohenden Subventionskürzung 2007 einige Male in unregelmäßigen Abständen einen Benefiz-Flohmarkt. In Lesemarathons wurden unter anderem Auszüge aus Robert Musils Der Mann ohne Eigenschaften, Marcel Prousts Auf der Suche nach der verlorenen Zeit, James Joyce’ Ulysses oder Karl Kraus‘ Die letzten Tage der Menschheit vollständig gelesen. In der Lesereihe „Blaue Stunde“ ist einmal monatlich Lieblingsliteratur der Lesetheater-Mitglieder zu einem bestimmten Motto zu hören. Einmal im Jahr findet eine „Poet Night“ statt, die einzige Gelegenheit, bei der Autoren, die im 1.WrLT aktiv sind, eigene Texte vortragen. Gelegentlich tritt das Erste Wiener Lesetheater als „Zweites Wiener Stegreiftheater“ auf.

## Mitwirkende und Besucher
Zwischen 1990 und Dezember 2024 haben 2.927 Leseaufführungen stattgefunden, an denen pro Jahr zwischen 150 und 250 verschiedene Lesende teilnehmen. Die Teilnehmer bestehen zu je einem Drittel aus Autoren, Schauspielern und literaturinteressierten Amateuren. Das Spektrum reicht von Schauspielern (wie Bruno Thost (†) und Erwin Leder) über Schreibende (wie Gert Jonke (†), Gerald Jatzek und Richard Weihs) bis zu Schülern.
Regelmäßig Mitwirkende (geordnet nach Anzahl der bisherigen Mitwirkungen – von 821 bis 163, Stand 2009): Rolf Schwendter (†), Eva Fillipp (†), Franz Hütterer (†), Helga Golinger, Fritz Steppat (†), Ottwald John, Ilse M. Aschner (†), Manfred Loydolt, Andrea Pauli, Susanna C. Schwarz-Aschner, Hahnrei Wolf Käfer, Thomas Macek-Neumeister, Alexander Marcks (†), Helmuth Stradal (†)
Hinzu kommen „Special Guests“ wie Josef Haslinger, Josef Hader, Emmy Werner, Wolfgang Bauer (†), Peter Kreisky (†), Antonio Fian, Hermes Phettberg (†), Kurt Palm, Friederike Mayröcker (†) oder Renate Welsh und viele andere mehr.
Derzeit veranstaltet das Erste Wiener Lesetheater rund 100 Leseaufführungen im Jahr. Seit Bestehen des 1.WrLT wurden über 99.450 Besucher gezählt. Das monatliche Programm wird in Papierform oder als elektronischer Newsletter an 2.600 Adressaten versendet. Am 9. Februar 2025 trat das 1.000ste Vereinsmitglied dem Ersten Wiener Lesetheater bei.

## Leseorte
Etwa zehn Mal im Jahr fanden Leseaufführungen des Ersten Wiener Lesetheaters im Literaturhaus Wien statt. Diese Kooperation wurde 2025 seitens des Wiener Literaturhauses beendet. Die Lesungen finden stets bei freiem Eintritt  in Kaffeehäusern, Gasthäusern und Restaurants statt, um den niederschwelligen Zugang zu gewährleisten. Hinzu kommen Lesungen in Schulen und Bibliotheken, bei Freiluftveranstaltungen oder im Rahmen der Wiener Bezirksfestwochen, gelegentlich sogar in kleinen Theatern. Im Sommer finden jeden Montag Lesungen im Gastgarten des „Weinhaus Sittl“, eines klassischen Wiener Wirtshauses, statt, die sich großer Publikumsakzeptanz erfreuen. Gastspiele gab es unter anderem in London, Berlin, Kassel, Nürnberg und Dortmund.

## Zitat
Eine Subventionskürzung 2007 machte der Wiener Kulturstadtrat Andreas Mailath-Pokorny rückgängig und schrieb über das Erste Wiener Lesetheater:

„Ich freue mich, dass wir damit einen wichtigen Beitrag zum Bestand dieser für Wien einzigartigen Institution leisten. Diese Form der breiten Literaturpflege und ein sehr demokratischer und offener Zugang zu Theater und Literatur sind absolut förderungswürdig.“